# Luc Amyotte
Luc Amyotte est un professeur et écrivain scientifique canadien (québécois). Il a rédigé plusieurs ouvrages de mathématiques surtout destinés au niveau collégial québécois.

## Biographie
Luc Amyotte a enseigné les mathématiques au Cégep de Drummondville de 1977 à 2010.
En 2013, Luc Amyotte a reçu le « prix du ministre de l'Enseignement supérieur, de la Recherche, de la Science et de la Technologie, pour la qualité de son ouvrage pédagogique «Méthodes quantitatives – Applications à la recherche en sciences humaines» ». C'est la sixième fois qu'il est distingué dans le cadre de concours du ministère de l'Éducation du Québec.

## Œuvres
- Méthodes quantitatives : formation complémentaire, ERPI, octobre 1997.  (ISBN 9782761310048)
- Introduction au calcul avancé, ERPI, octobre 2003.  (ISBN 9782761315579)
- Introduction au calcul avancé et à ses applications en science, ERPI, janvier 2004.  (ISBN 978-2761315579)
- (avec Josée Hamel) Calcul intégral, ERPI, octobre 2007.  (ISBN 978-2761317825)
- (avec Josée Hamel) Calcul différentiel, ERPI, septembre 2007.  (ISBN 978-2761317818)
- Introduction au calcul avancé : solutionnaire, ERPI, juillet 2008.  (ISBN 9782761315746)
- Introduction à l'algèbre linéaire, ERPI, avril 2009.  (ISBN 9782761330039)
- Méthodes quantitatives, ERPI, avril 2011.  (ISBN 9782761327510)
- (avec Josée Hamel) Calcul différentiel eText + MonLab, ERPI, octobre 2014.  (ISBN 978-2761358309)
- Complément de méthodes quantitatives : applications à recherche en sciences humaines, ERPI, septembre 2012.  (ISBN 9782761341646)